# Imagotaria downsi
Imagotaria downsi (лат.) — вид вымерших морских млекопитающих из семейства моржовые отряда хищных. Единственный вид рода Imagotaria. Его окаменелости найдены вдоль побережья, ныне ставшего территорией Калифорнии, в слоях конца миоцена и плиоцена. Время существования от 11,608 до 3,6 миллионов лет назад.
Длина тела Imagotaria downsi составляла 1,8 метра. Телосложением он больше напоминал морского льва, а не привычных нам моржей. В отличие от ныне живущего моржа (Odobenus rosmarus), Imagotaria не обладал удлинёнными, постоянно растущими клыками (бивнями), но имел более крупные клыки, чем ушастые и настоящие тюлени.